# Imigrace

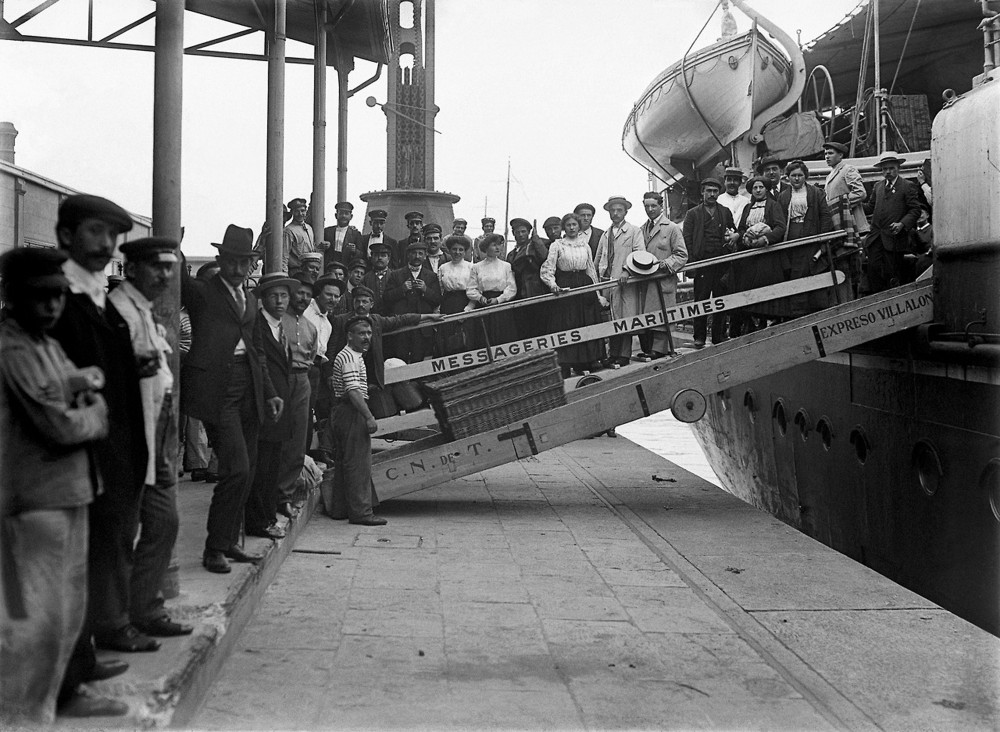
Evropští přistěhovalci přicházející do Argentiny

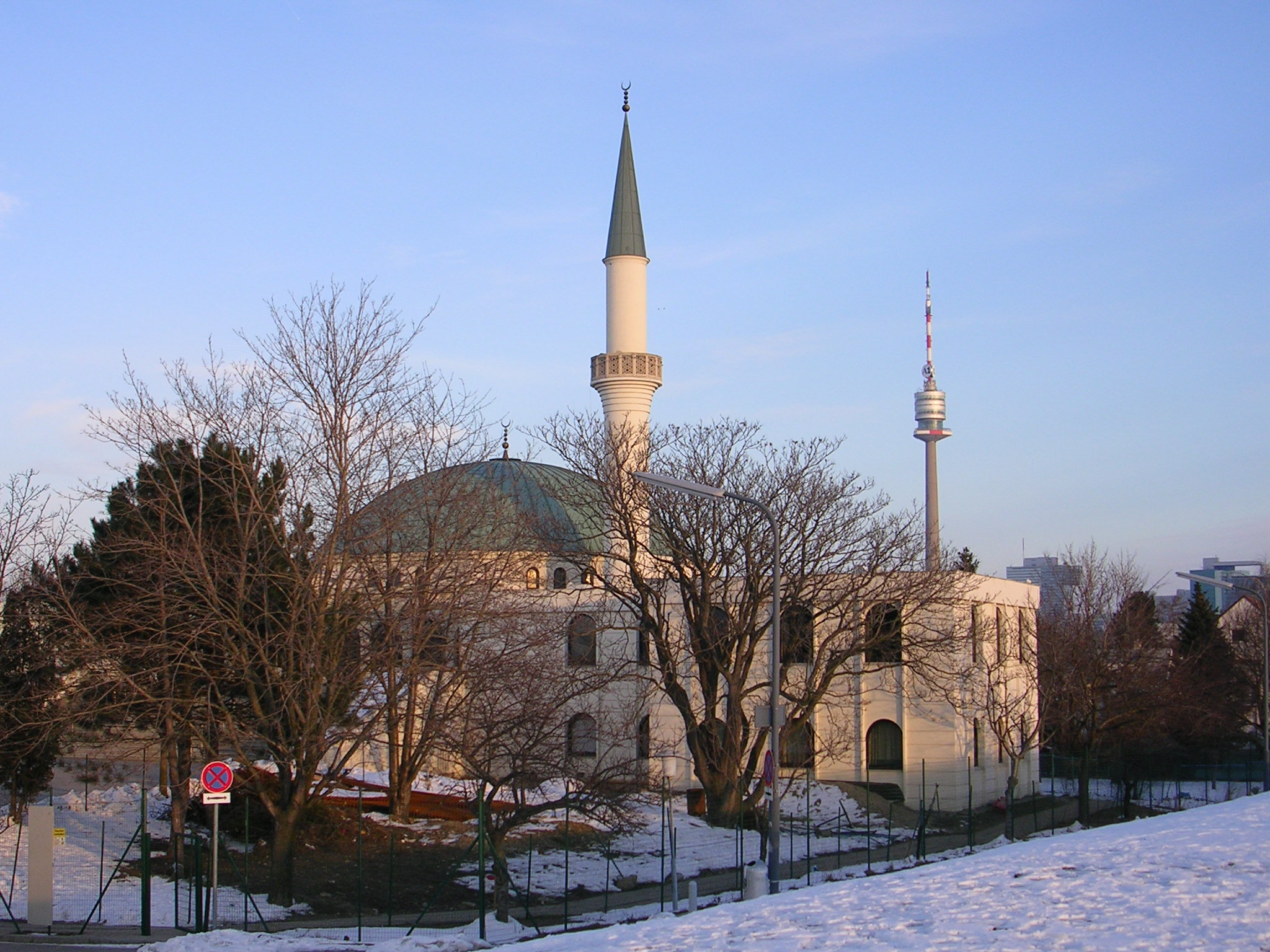
Mešita ve Vídni; vzrůstající počet přistěhovalců z arabského světa se projevil i na náboženském složení celé země.

Imigrace neboli přistěhovalectví (opakem je emigrace) je proces, při němž se na území státu usazují obyvatelé přicházející ze zahraničí. Konají tak z ekonomických, politických či náboženských důvodů.[zdroj?]

## Důvody imigrace

### Ekonomické

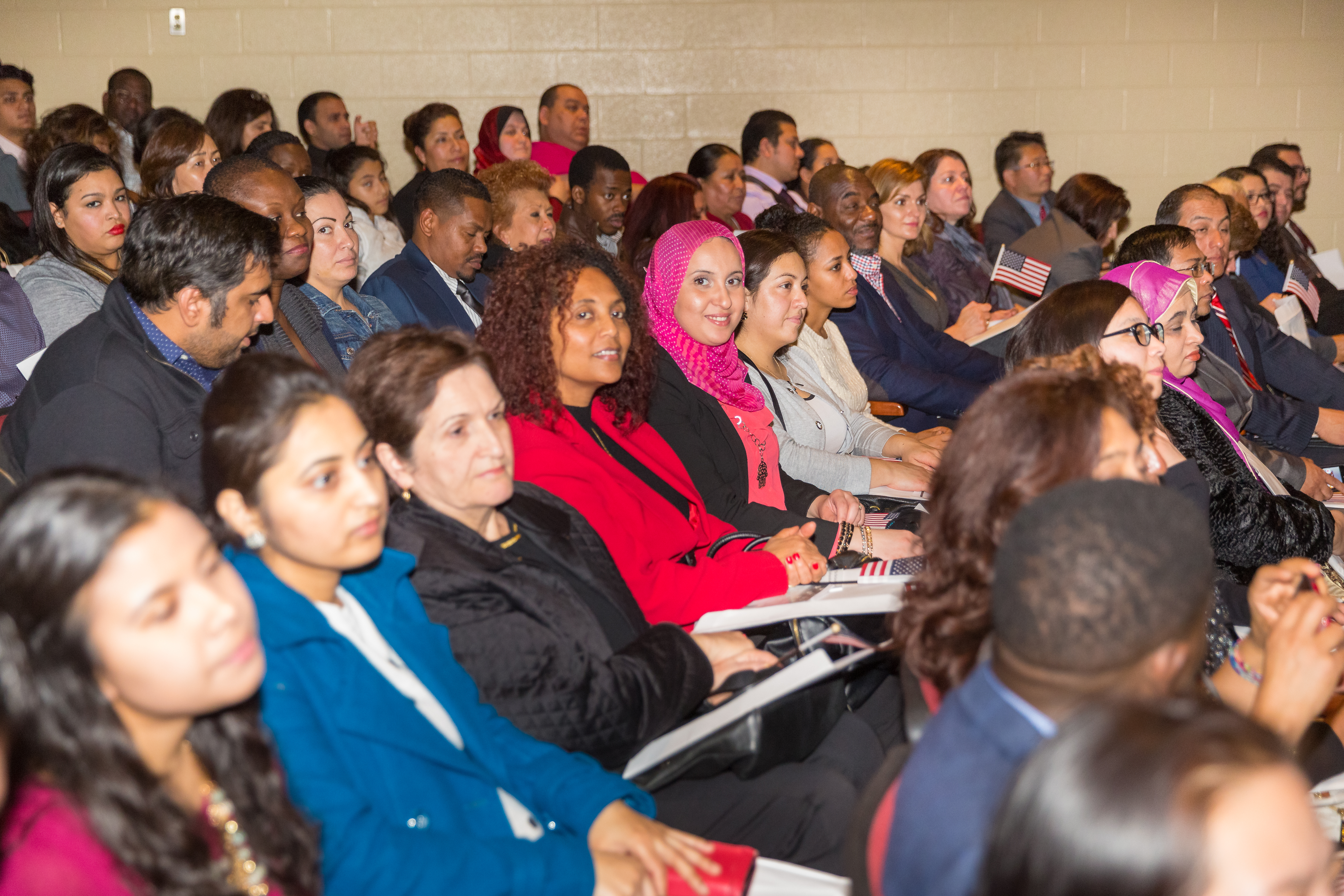
Slib věrnosti nových amerických občanů ve Washingtonu, D.C. v roce 2015

Mnoho obyvatel chudých zemí, které sousedí s těmi bohatými, opouští svoji zemi s vidinou zbohatnutí a dosáhnutí lepší životní úrovně či vzdělání. Přistěhovalců, kteří se stěhují do rozvinutých zemích právě kvůli tomuto důvodu, je nejvíce, počítají se na miliony.[zdroj?] Asi nejznámějším příkladem jsou Spojené státy americké v 19. a 20. století. V druhé polovině minulého století přiměl ohromný ekonomický rozvoj vyspělých zemí a úpadek těch chudých některé obyvatele chudých zemí (Mexika, Alžírska, Turecka, Pákistánu či Tuniska) k tomu, aby se vydali za prací ke svým bohatším sousedům (Francie, Německo, Spojené státy americké, Spojené arabské emiráty).[zdroj?] Někteří tito přistěhovalci se snaží o integraci do majoritní společnosti, ale ta je přesto složitá. Neporozumění a rozdílnost mezi nimi tak vede k radikalizaci obou skupin a k násilí.

### Politické
V zemích, kde probíhá již nějakou dobu ozbrojený konflikt, se mnoho místních obyvatel rozhodne pro opuštění svých domovů, útočiště hledají v jiných zemích. Počet těchto imigrantů neboli uprchlíků dosahuje také milionů, nepostihuje však rozvinuté země. Příkladem těchto zemí mohou být území palestinské autonomie, Pákistán, Bosna a Hercegovina, Súdán, a některé další země.[zdroj?] Mírnější variantou výše zmíněného jsou imigranti pocházející ze zemí, kde jsou perzekvováni, a to buď kvůli rase, původu či svému přesvědčení. Jako příklad lze uvést bývalý Sovětský svaz či socialistické Československo, odkud tisíce lidí odešly dobrovolně nebo z donucení musely opustit zemi a odejít na Západ.[zdroj?]

### Náboženské
V zemích, kde probíhá nábožensky motivovaný útlak, boj nebo izolace, odchází postižená menšina do zemí s nábožensky tolerantnějším přístupem nebo do sekulárních států.

### Environmentální
Mnoho lidí migruje ze svých zemí také kvůli přírodním katastrofám, záplavám, hurikánům, zemětřesením či dalších důvodů souvisejícím s poškozením životního prostředí. Očekává se, že extrémní výkyvy počasí se budou s postupující klimatickou změnou stále zhoršovat, což bude mít za následek zesílení migrace. Odhady uvádějí, že v roce 2050 stoupne kvůli zhoršeným přírodním podmínkám počet těchto migrantů na 25 milionů až jednu miliardu. 

## Problémy imigrace
Pokud imigranti pocházejí ze zemí s nízkou životní úrovní, z odlišného kulturního prostředí nebo s nižší všeobecnou úrovní vzdělání, mohou vyvstat problémy s jejich integrací do většinové společnosti přijímající země. Ti, kteří nejsou schopni se přizpůsobit, mohou vytvářet svoji vlastní paralelní společnost s kulturním prostředím své staré země; vznikají tak ghetta. Přistěhovalci se v nich mohou cítit odtržení od majoritní společnosti. U ostatních obyvatel tím mohou probouzet negativní reakce, jako je xenofobie.